# Ballestrem (Adelsgeschlecht)

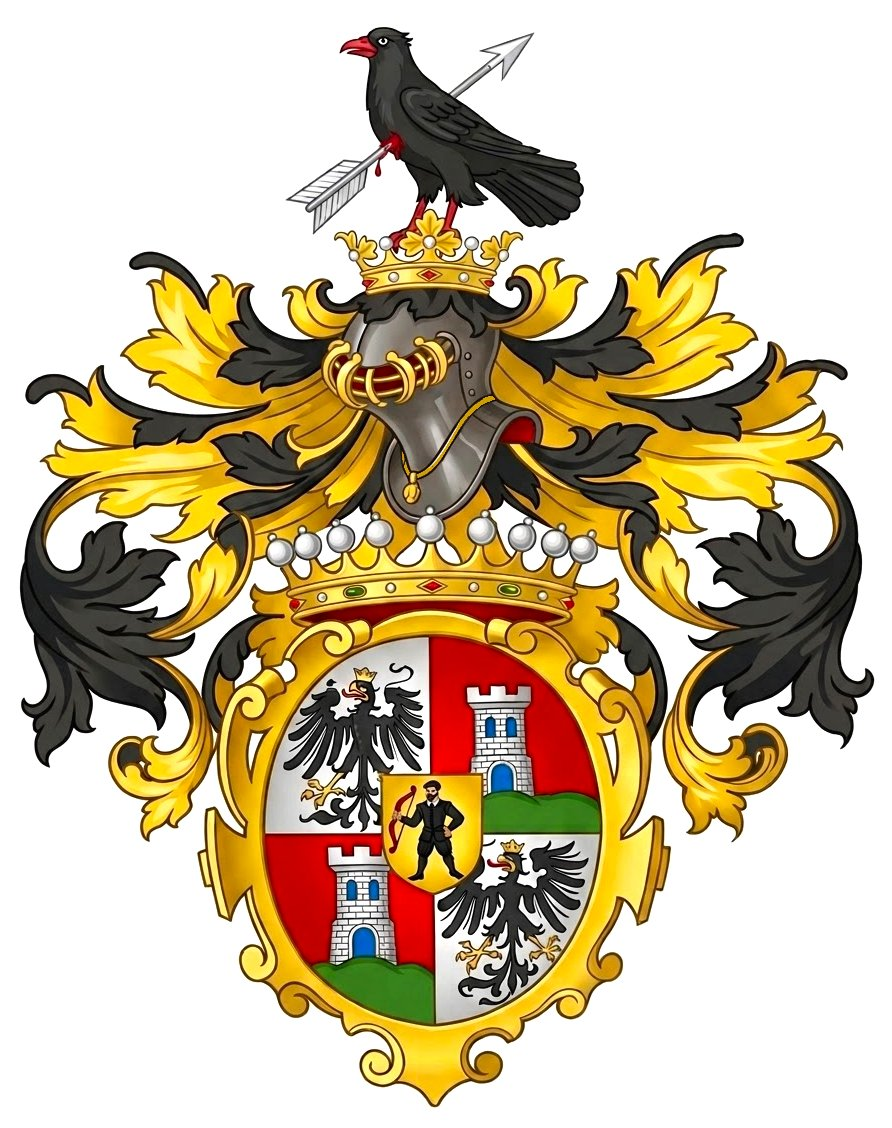
Wappen der Grafen von Ballestrem

Ballestrem ist der in Deutschland ansässige Zweig des norditalienischen Geschlechts der Grafen Ballestrero di Castellengo aus Piemont in Norditalien.
Ein nach Deutschland ausgewanderter Familienangehöriger trat 1742 als „Johann Baptist Graf von Ballestrem“ in preußische Heeresdienste. Auf dem 1798 ererbten Majorat Plawniowitz im Landkreis Tost-Gleiwitz fanden sich Bodenschätze, die ab 1808 zum Aufbau eines der führenden oberschlesischen Bergbaukonzerne führten. Dieser kam nach dem Ersten Weltkrieg in wirtschaftliche Schwierigkeiten und wurde 1945 von Polen entschädigungslos enteignet.

## Ursprünge
Die Familie, die sich wie viele Geschlechter des Italienischen Adels in Handelsgeschäften betätigte, hatte im 14. Jahrhundert in Monasterolo und seit 1536 in Savigliano Grundbesitz. Ende des 17. Jahrhunderts wurde Marco Francesco Ballestrero mit der Grafschaft Montalenghe belehnt. Über seine Frau, eine Gräfin Frichignono, deren Familie von 1600 bis zu ihrem Aussterben 1883 mit der Grafschaft Castellengo (heute in der Gemeinde Cossato) belehnt war, kam ein Teil dieser Grafschaft in den Besitz der Familie, wodurch sie sich nunmehr Conte Ballestrero di Castellengo benannte.

## Preußisch-schlesische Linie

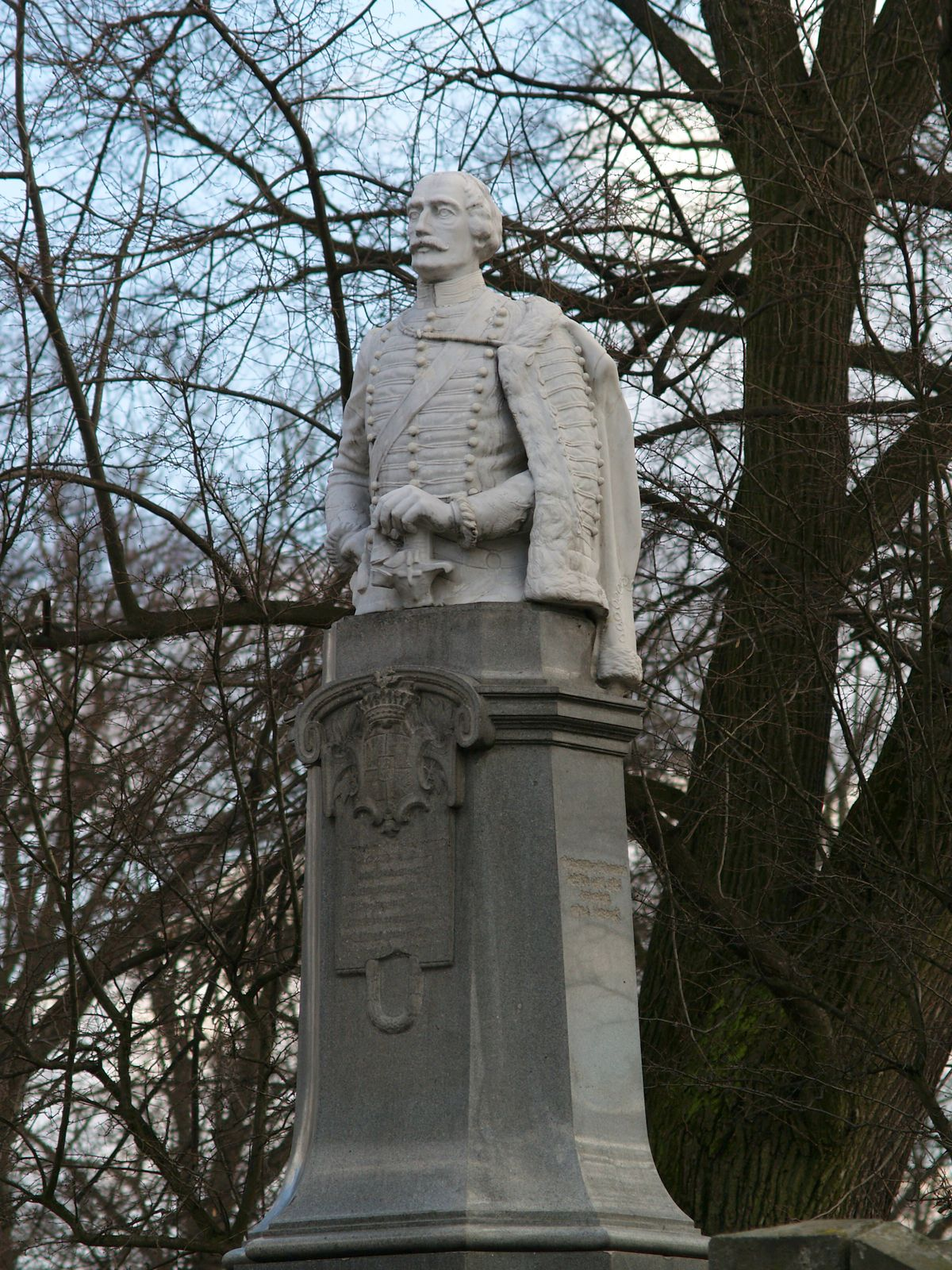
Büste des Giovanni Battista Angelo Ballestrero im Plawniowitzer Park

Giovanni Battista Angelo Ballestrero di Castellengo, Sohn des Marco Francesco Conte Balestreri di Montalenghe, wurde Offizier und trat 1742 als „Johann Baptist Graf von Ballestrem“ in preußische Heeresdienste.
Dessen ältester Sohn Carl Franz von Ballestrem, königlich preußischer Major und Erbe des 1751 gestifteten Majorates Plawniowitz im Landkreis Gleiwitz mit Ruda und Biskupitz (heute Ortsteil von Zabrze) im oberschlesischen Landkreis Hindenburg O.S., erhielt am 6./8. November 1798 in Berlin das schlesische Inkolat. Dieses Erbe war ihm dadurch zugefallen, dass sein Vater Johann Baptist in die Familie der Freiherren von Stechow eingeheiratet hatte und Johann Baptists Schwiegervater Freiherr Franz Wolfgang von Stechow ohne männliche Nachkommen verstorben war. Nacherbe wurde der Neffe Carl Wolfgang von Ballestrem (1801–1879), der jedoch aufgrund des grassierenden Typhus nach Dresden übersiedelte. Das weitgehend unbewohnte Schloss Plawniowitz drohte, nach einem verheerenden Sturm 1869, zur Ruine zu werden. Erst dessen Sohn Franz von Ballestrem (1834–1910) entschied sich, nach Schlesien zurückzukehren. Er ließ das baufällige Schloss abreißen und den heutigen Bau mittels der inzwischen erzielten hohen Einkünfte der Ballestrem’schen Bergwerksbetriebe durch den Architekten Konstantin Heidenreich aus Koppitz neu erbauen.

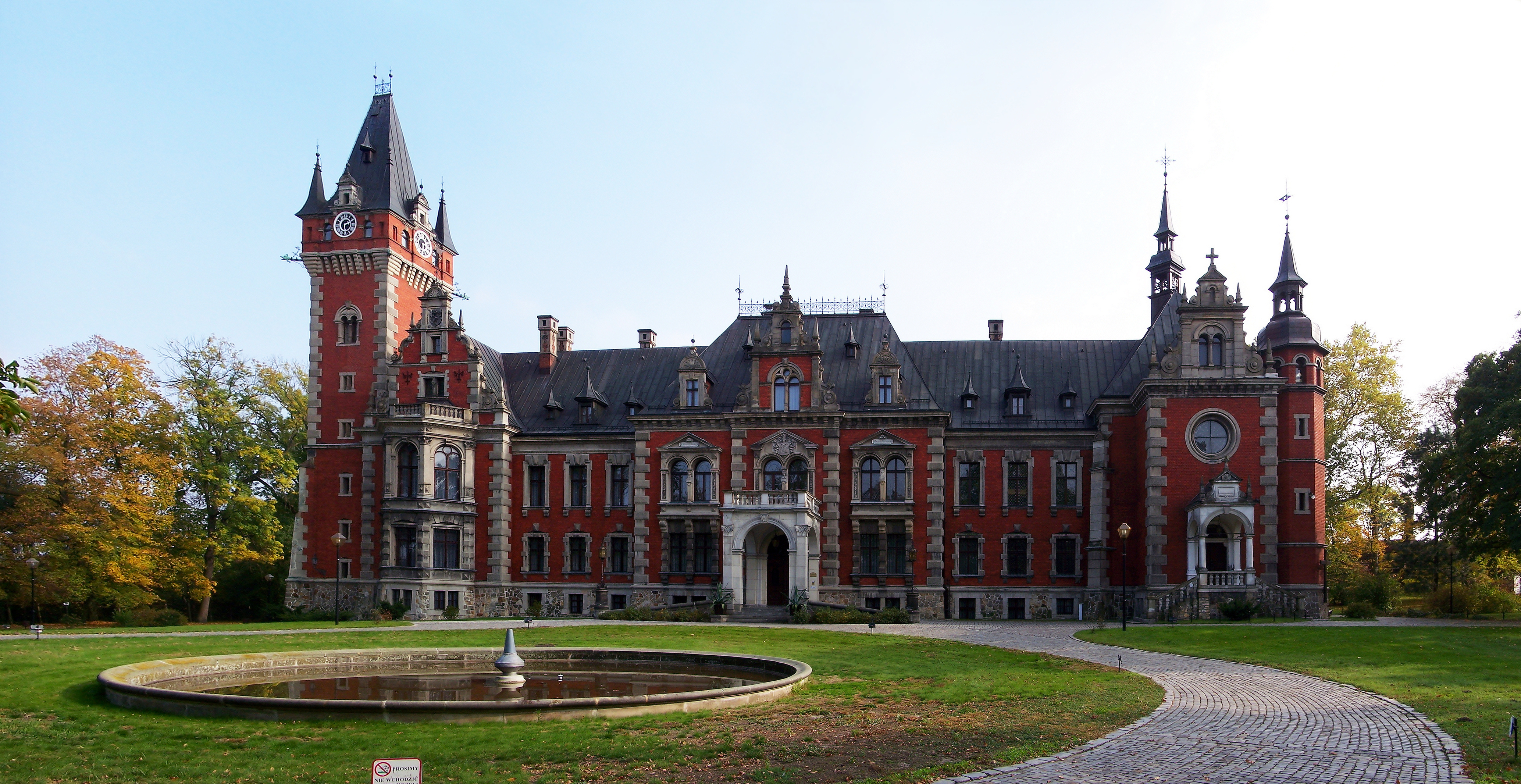
Schloss Plawniowitz, Oberschlesien

## Der Ballestrem-Konzern, ein oberschlesisches Familienunternehmen von 1798 bis 1945

### Anfänge
Schon unter dem Baron von Stechow war 1751 mit dem Steinkohlenbergbau bei Ruda begonnen worden – zunächst oberflächennah und ohne behördliche Genehmigung. Die Mutung zur Grube Brandenburg erfolgte erst am 20. August 1780 auf Drängen der Schlesischen Bergbehörden. Eine erste Verleihung erfolgte bereits am 1. November desselben Jahres. Nachdem man noch unter der Regie des Barons von Stechow zum Tiefbau übergegangen war, erfolgten ein weiterer Ausbau der Grube und die Hinzunahme neu gemuteter Steinkohlenfelder unter Carl Franz von Ballestrem. Vor der Übernahme des Erbes durch die Familie Ballestrem war das industrielle Engagement eher gering gewesen und man hatte um 1800 nur ungefähr 30 Arbeiter in den eigenen Gruben beschäftigt. Dies änderte sich jedoch bald, weil Carl Franz – in wirtschaftlichen Fragen unerfahren – 1808 Karl Godulla (1781–1848) als Gutsverwalter und Geschäftsführer des Industrieunternehmens einsetzte. Ab 1822 übernahm Carl Franz’ Bruder Carl Ludwig von Ballestrem den Betrieb. Er ließ in Ruda Śląska eine zweite und einige Jahre später eine dritte Zinkhütte errichten und verstärkte den Steinkohlebergbau.

### Blütezeit
Auch wenn Karl Godulla selbst zielstrebig ein eigenes Montanunternehmen aufbaute und bald zum führenden oberschlesischen Bergbauunternehmer aufstieg (ihm gehörten zuletzt 80 Zinkbergwerke, vier Zinkhütten sowie 48 Steinkohlengruben, aus denen im Erbgang 1858 die Gräflich Schaffgotsch’schen Werke entstanden), gelangten auch die Ballestrem’schen Bergwerke und Erzhütten unter seiner Leitung zur Blüte und entwickelten sich zu einem der bedeutendsten Industriekonzerne Schlesiens, zeitgleich mit den Betrieben des Grafen Carl Lazarus Henckel von Donnersmarck und seines Sohnes Guido. So kamen zwischen 1843 und 1845 acht Steinkohlenfelder im Süden Rudas hinzu und wurden durch die Wolfganggrube erschlossen, während andere neu gemutete Felder an Carl Godulla bzw. die offene Handelsgesellschaft A. Borsig (Berlin) verpachtet wurden. Ab 1855 wurden in Rokittnitz/Rokitnica nördlich von Zabrze weitere Steinkohlenfelder gemutet und zur Castellegnogrube konsolidiert. Ihre Vorräte wurden ab 1898 umfänglich erschlossen, die Schachtanlage 1903 offiziell eingeweiht. Durch ihre mächtigen Kohlevorkommen wurde Castellengo zur ertragsreichsten Grube des Ballestrem-Konzerns. Der Sitz der Gräflich von Ballestrem`sche Bergverwaltung 1909 war in Ruda.

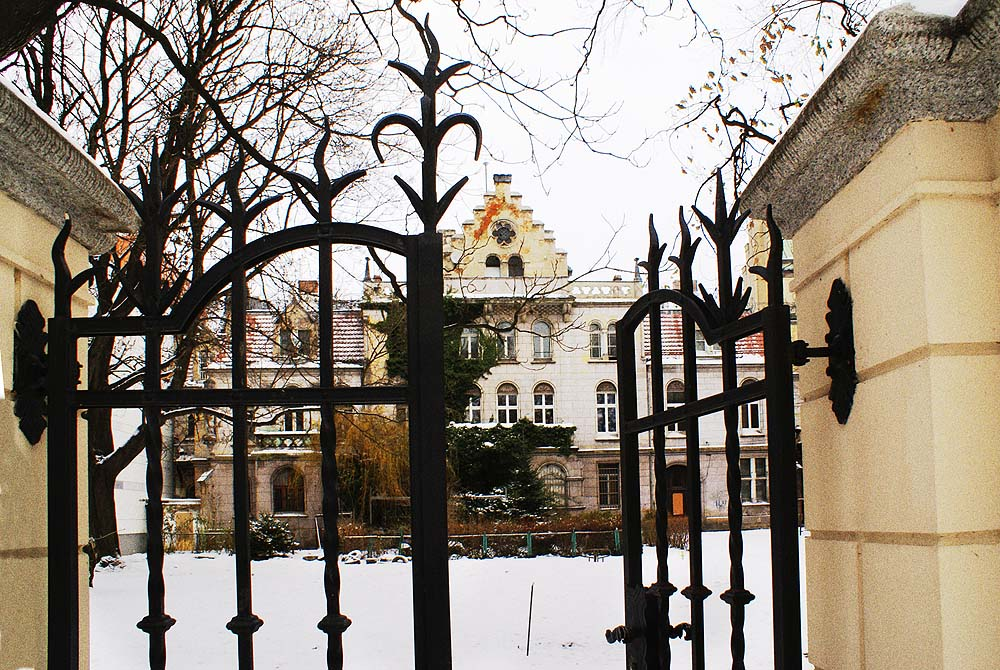
Ballestrem’sches Palais in Breslau, ulica Włodkowica 4

Parallel zu dem Engagement im Steinkohlenbergbau wurde 1812 in Ruda die Carls-Zinkhütte mit zunächst fünf Doppel-Zinköfen errichtet und 10 Jahre später um 22 Öfen erweitert. Ein drittes Standbein bestand in einer Chamottefabrik und einer Ziegelei im Süden von Biskupitz (Kolonie Carl Emanuel), da man in dieser Gegend feuerfesten Ton gefunden hatte.
Der Einstieg in die Eisenverhüttung und die Weiterverarbeitung des Roheisens erfolgte 1871, als u. a. durch Carl Wolfgang von Ballestrem die Firma „Oberschlesische Eisenbahn-Bedarfs-AG“ (Oberbedarf; Grundkapital 7,5 Mio. Mark) gegründet wurde. Dieses Unternehmen bestand zu großen Teilen aus der Schlesischen Hütten-, Forst- und Bergbau-Gesellschaft „Minerva“ (1855 durch Andreas Maria von Renard gegründet), die über Eisenhütten, Wälder und Beteiligungen an Beuthener Steinkohlenbergwerken verfügte. Oberbedarf wurde bald ein großes eisenerzeugendes Unternehmen mit der Friedenshütte (Huta Pokój), dem Steinkohlenbergwerk Friedensgrube, dem Eisenerzbergwerk Tarnowitz 267, den Huldschinsky’schen Werken sowie dem Eisenhüttenwerk Zawadski. 1902 wurde das einhundertjährige Bestehen der Grube Brandenburg begangen.
Nach Carl Wolfgangs Tod 1879 übernahm sein ältester Sohn, Graf Franz von Ballestrem (1834–1910) das Erbe, ihm gehörten gesamt 11.353 ha, der sich vor allem auch als Politiker betätigte und seit 1872 als Abgeordneter der Deutschen Zentrumspartei Mitglied des Deutschen Reichstags war, dabei ab 1890 Fraktionsvorsitzender. 1890 wurde er zum Vizepräsidenten des Reichstags gewählt (bis 1893) und war von 1898 bis 1906 Reichstagspräsident. Nach seinem Tod 1910 folgte ihm als Erbe des Bergbaukonzerns sein Sohn Graf Valentin von Ballestrem (1860–1920) und auf diesen folgte sein ältester Sohn Nikolaus Graf von Ballestrem (1900–1945).

### Die Zeit nach dem Ersten Weltkrieg
Die Entwicklung der Ballestremschen Unternehmungen wurde in der ersten Hälfte des 20. Jahrhunderts durch vier einschneidende Ereignisse geprägt: die Teilung Oberschlesiens 1921/22 in einen polnischen und einen deutschen Teil, die Hyperinflation im Deutschen Reich 1923, die Weltwirtschaftskrise ab 1929 und die Besetzung Polens durch Deutschland ab 1. September 1939 als Beginn des Zweiten Weltkriegs.
Durch die Teilung Oberschlesiens lagen alle Rudaer Steinkohlenbergwerke, d. h. die Gruben Brandenburg und Wolfgang, im wiedergegründeten Polen, während das Bergwerk Castellegno auf deutschem Staatsgebiet verblieb. Um diesem Sachverhalt Rechnung zu tragen, wurde 1922 in Gleiwitz/Gliwice die „Gräflich von Ballestremsche Güterdirektion“ gegründet, welche die in Deutschland verbliebenen Besitzungen verwaltete.
Auch wurden alle in Deutschland liegenden Ballestremschen Steinkohlenbesitzungen 1927 konsolidiert. Es kam zu der Gründung der Gewerkschaft „Castellegno-Abwehr“, der nicht nur die Castellegnogrube angehörte, sondern die auch die Bergwerke Abwehrgrube und Concordia, beide aus Donnersmarckschem Besitz, umfasste.
Im Bereich der Eisenerzverhüttung und der Weiterverarbeitung des Roheisens kam es zu zahlreichen Firmenfusionen und Umstrukturierungen der Besitzverhältnisse. 1922 erfolgte die Vereinigung von Oberbedarf mit dem Konzern Linke-Hofmann-Lauchhammer, der zum Industrieimperium Friedrich Flicks gehörte. Dadurch verringerte sich der Ballestremsche Einfluss in diesem neuen Unternehmen. Da sich aber nicht nur dieses, sondern auch die „Oberschlesische Eisenbahnindustrie“ (Obereisen) in großen wirtschaftlichen Schwierigkeiten befand, wandten sich beide im August 1924 mit der Forderung nach Beihilfen an die öffentliche Hand. Diese wurden ihnen in Höhe von jeweils 23 Mio. RM gewährt, führten aber zu keiner Verbesserung der wirtschaftlichen Situation. Da sie ihre Kredite nicht zurückzahlen konnten, kam es 1926 zur Fusion unter dem Namen „Vereinigte Oberschlesische Hüttenwerke AG“, im allgemeinen Sprachgebrauch kurz „Oberhütten“ genannt. In diesem Konzern mit Sitz in Gleiwitz/Gliwice hielten Ballestrem und Flick je die Hälfte des Aktienbesitzes, das Binnenverhaältnis war nicht konflicktfrei. Die „Donnersmarckhütte – Oberschlesische Eisen- und Kohlewerke Aktiengesellschaft“ wurde am 1. Juni 1927 gelöscht, nachdem schon im Jahr zuvor ihr gesamtes Vermögen auf die Oberbedarf übertragen worden war. Obwohl wenige Jahre später auch die Borsig AG ihre Eisenproduktion in Westoberschlesien einstellte und damit „Oberhütten“ das einzige Hüttenunternehmen in diesem Teil Deutschlands bildete, blieb es auf Schuldenerlass und Kaptalunterstützung durch das Deutsche Reich angewiesen, ganz besonders in den Jahren der Weltwirtschaftskrise. Dadurch stieg zunächst der staatliche Einfluss bei „Oberhütten“ stark an, „ab 1937 befand sich der Konzern jedoch wieder zu 97,5 Prozent im Ballestremschen Besitz“.

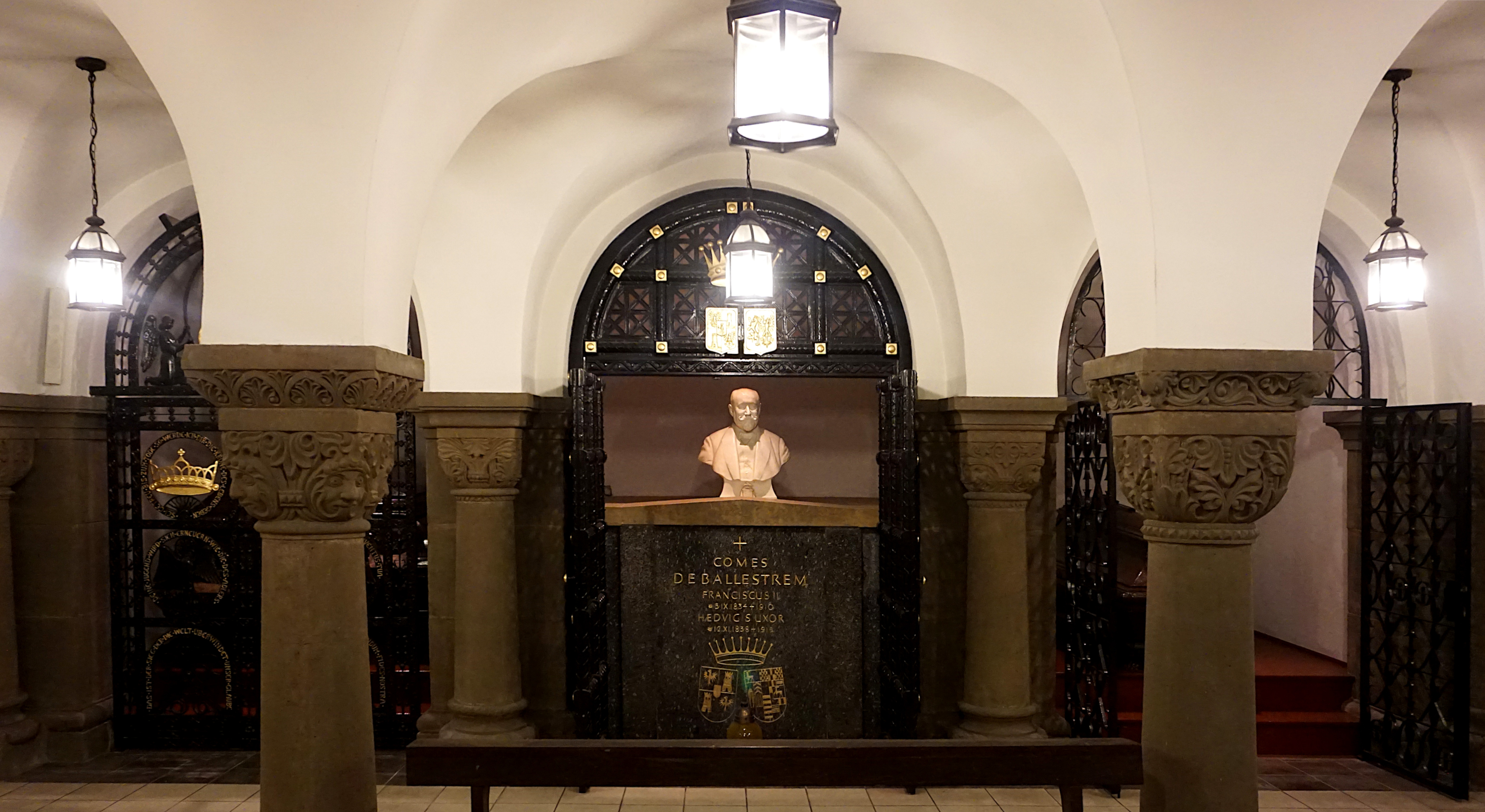
Ballestrem’sche Gruft in der St.-Josefs-Kirche in Ruda O. S.

Der auf der polnischen Seite Oberschlesiens liegende Besitz der Adelsfamilie Ballestrem bestand aus den Bergwerken Brandenburg, Wolfgang-Walenty (jetzt Kopalnia Węgla Kamiennego Walenty-Wawel) sowie den in Ostoberschlesien liegenden Teilen von Oberbedarf, nämlich der Friedensgrube (jetzt Kopalnia Węgla Kamiennego Pokój), der Friedenshütte (jetzt Huta Pokój) sowie mehreren Eisenerzbergwerken. 1928 kamen noch die Baildon-Stahlwerke und das Bergwerk Eminenz (jetzt Kopalnia Węgla Kamiennego Gottwald) hinzu. Diese Neuerwerbungen sowie zahlreiche Investitionen führen zu einer völligen Überschuldung dieses Unternehmenszweiges. Deshalb wurde durch Nikolaus von Ballestrem die Rudzkie Gwarectwo Węglowe (Rudaer Steinkohlengewerkschaft) gegründet, in der die Bergwerke Wawel-Walenty (Brandenburg, Wolfgang-Walenty und Graf Franz), Pokój und Gottwald (zunächst nur gepachtet) zusammengefasst wurden. Diese Gewerkschaft verfügte über ein Kapital von 16 Millionen polnischen Złoty und gehörte zu 35 % den Ballestrems und zu 15 % dem Konzern Oberbedarf. 1934 ließ der polnische Staat 52 % der Aktien durch die Bank Gospodarstwa Krajowego erwerben.

### Die Zeit des Zweiten Weltkriegs
Während der Besetzung Polens durch Deutschland wurden einige der zuvor durchgeführten Transaktionen wieder rückgängig gemacht. Ballestrem erhielt seinen Anteil an der Huta Pokój zurück und 1941 kam es zu einer Fusion mit „Oberhütten“, den Besitzungen in Westoberschlesien. Zwei Jahre später wurden drei weitere Bergwerke, Artur, Krystina und Zbyszek im Gebiet von Siersza für 6,4 Mio. Reichsmark erworben und durch die „Sierszańskie Gwarectwo Węglowe“ (Sierszaer Steinkohlengewerkschaft) mit Sitz in Gleiwitz/Gliwice verwaltet.
Nikolaus Graf Ballestrem, ein überzeugter Zentrumspolitiker und Gegner von Hitlers Machtergreifung 1933, musste Anfang 1945 Plawniowitz verlassen, um vor der heranrückenden Roten Armee zu fliehen. Einen Monat später starb er während des Luftangriffs auf Dresden.
Oberschlesien wurde 1945 zur Gänze unter polnische Verwaltung gestellt. Aufgrund der Bierut-Dekrete wurde das gesamte bewegliche und unbewegliche Eigentum von Personen deutscher Nationalität zugunsten des polnischen Staates eingezogen.

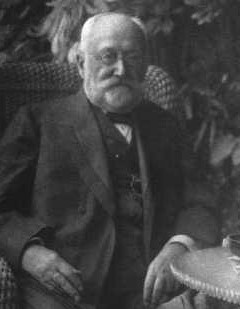
Graf Franz von Ballestrem (1834–1910), Montan-Industrieller und von 1898 bis 1906 Präsident des Reichstags

## Personen
- Carl Franz von Ballestrem (1750–1822), Majoratsbesitzer und Unternehmer der Montanindustrie.
- Carl Ludwig von Ballestrem (1755–1829), Majoratsherr und Montanindustrieller.
- Carl Wolfgang von Ballestrem (1801–1879), Majoratsherr und Industrieller.
- Alexander von Ballestrem (1806–1881), deutscher Rittergutsbesitzer und Parlamentarier
- Franz von Ballestrem (1834–1910), preußischer Gutsbesitzer, Montan-Industrieller und Politiker.
- Eufemia von Adlersfeld-Ballestrem (1854–1941), deutsche Schriftstellerin.
- Valentin von Ballestrem (1860–1920), Montan-Industrieller und Politiker.
- Johann Baptist von Ballestrem (1866–1929), deutscher Offizier und Politiker (Zentrum).
- Nikolaus von Ballestrem (1900–1945), deutscher Adeliger, Industrieller und Politiker (Zentrum).
- Carl Wolfgang Graf von Ballestrem (1903–1994), deutscher Adeliger, Malteserritter und Großhospitalier.
- Lagi von Ballestrem (1909–1955), deutsche Widerstandskämpferin, Mitglied im Solf-Kreis.
- Fra Hubert von Ballestrem, Ehemann von Lagi, später Fra des Malteserordens, Gründer des deutschen und Internationalen Aussätzigen-Hilfswerks.
- Valentin von Ballestrem (1929–2006)[17]
- Caspar Graf von Ballestrem (1930–2008), Kapuzinerpater
- Karl Graf Ballestrem (1939–2007), deutscher Politikwissenschaftler und Philosoph.
- Johannes von Ballestrem (* 1990), deutscher Jazzmusiker

## Wappen
Das Stammwappen zeigt in von Gold und Blau geteiltem Schild einen Satyr mit umgehängtem Köcher mit Pfeilen, in der Rechten einen Pfeil und in der Linken einen Bogen haltend. Auf dem Helm mit rot-goldenen Decken ein blau und rot bekleideter Arm, in der Hand einen Pfeil haltend. (Balestriere bedeutet auf Italienisch Armbrustschütze.)
Das gemehrte Wappen von 1798 ist geviert und belegt mit einem goldenen Herzschild, darin ein schwarz gekleideter Mann mit umgehängtem roten Köcher mit Pfeilen, in der Rechten einen aufwärts gekehrten roten, silbern befiederten Pfeil mit eiserner Spitze, in der Linken einen roten Bogen haltend. 1 und 4 in Silber ein gold gekrönter rechtsgekehrter schwarzer Adler, 2 und 3 in Rot ein silbernes dreitürmiges Kastell. Auf dem Helm mit rot-goldenen Decken eine von einem schräglinks aufwärts gestellten silbern befiederten roten Pfeil mit stählerner Spitze durchbohrte schwarze Taube.
Wahlspruch: Nulla me terrent (Nichts kann mich schrecken)

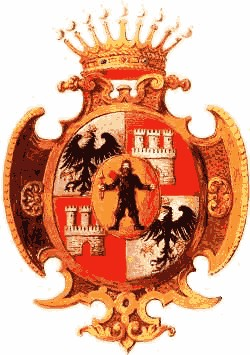
Wappen der Grafen von Ballestrem
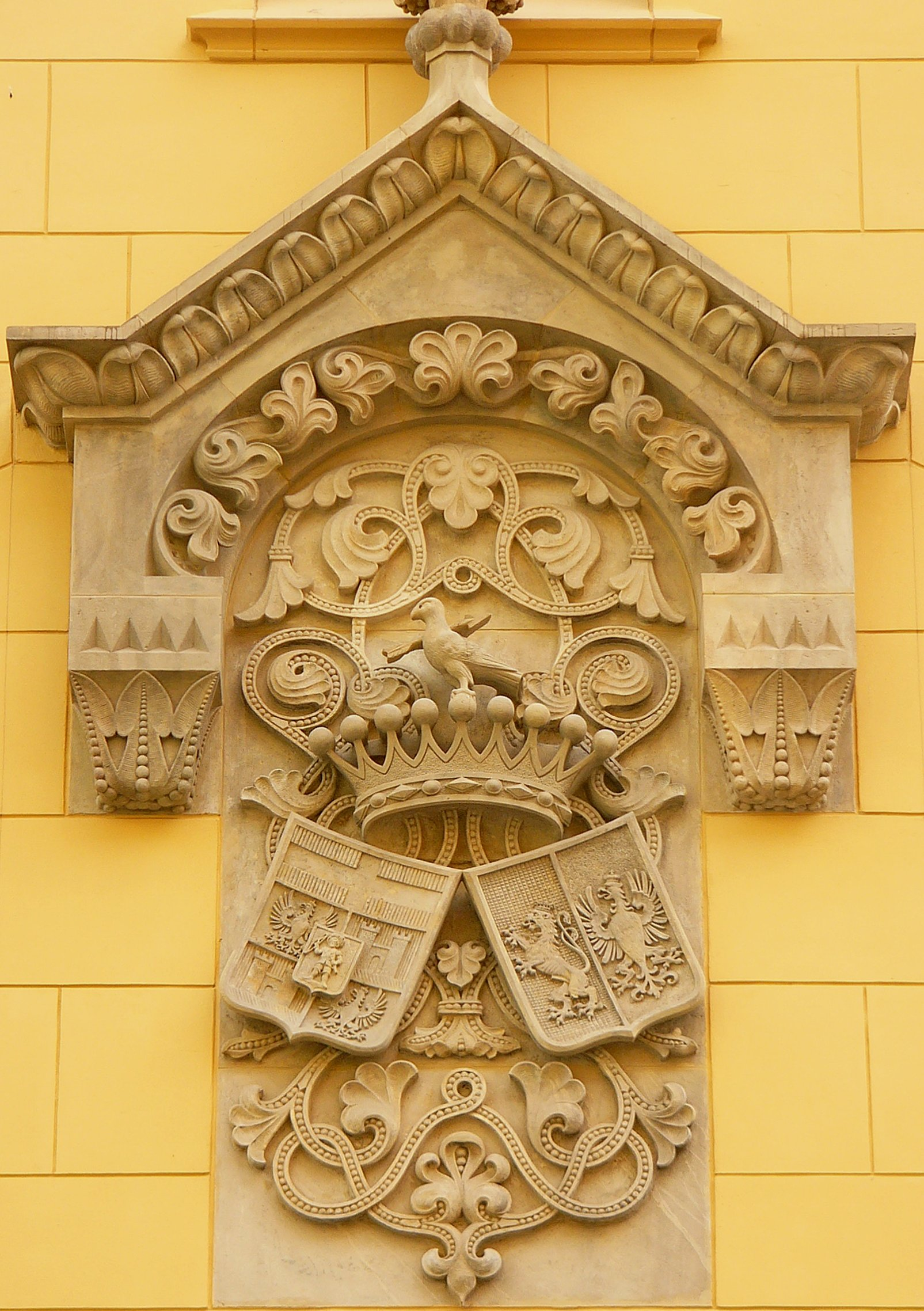
Wappen der Grafen Ballestrem am Palais in Breslau

## Literatur

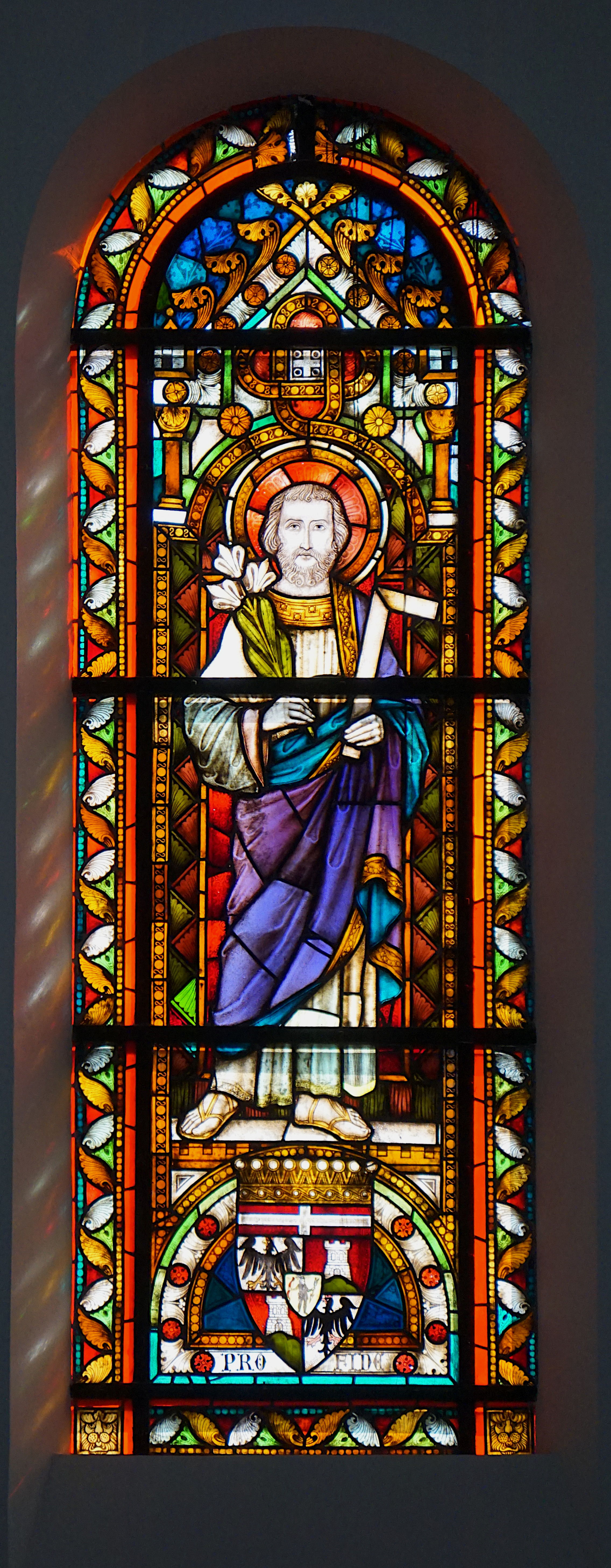
Fenster in der St.-Josefs-Kirche in Ruda O. S. Unter der Darstellung das Wappen der Grafen Ballestrem

## Weitere Literatur
- Jahrbuch für den Oberbergamtsbezirk Breslau. Phönix-Verlag, Kattowitz / Breslau / Berlin 1913. Digitalisat
- Werner Röhr: Zur Rolle der Schwerindustrie im annektierten polnischen Oberschlesien für die Kriegswirtschaft Deutschlands von 1939 bis 1949. In: Jahrbuch für Wirtschaftsgeschichte. Heft 4, Hrsg. Universität Köln, Köln 1991.
- Jerzy Jaros: Słownik historyczny kopalń węgla na ziemiach polskich. Śląski Instytut Naukowy, Katowice 1984.
- Kim Christian Priemel: Flick – Eine Konzerngeschichte vom Kaiserreich bis zur Bundesrepublik. Wallstein Verlag, Göttingen 2007, ISBN 978-3-8353-0219-8.